# Donald Trump e o antissemitismo
Donald Trump, presidente dos Estados Unidos de 2017 a 2021 e desde 2025, tem um histórico de discursos e ações que foram vistos por acadêmicos, organizações judaicas e o público como antissemitas ou como promotores de um clima político favorável aos antissemitas. O presidente Trump também tem sido um crítico ferrenho do sentimento anti-Israel nos Estados Unidos, inclusive em campi universitários, que ele caracteriza como antissemita. Críticos alegam que o presidente Trump tem visões simultaneamente pró-Israel e antissemitas.

## Acusações de antissemitismo

### Tropos e ameaças antissemitas
Durante sua primeira presidência, Donald Trump foi acusado de defender o antissemitismo em diversas ocasiões. Em um discurso no Israeli American Council em 2019, Trump fez referência a tropos antissemitas clássicos em seu apelo aos eleitores judeus. O discurso sobre a relação de Trump com o judaísmo nos Estados Unidos foi reavivado posteriormente em sua presidência. Em outubro de 2022, Trump pediu aos judeus americanos que "apreciassem Israel antes que fosse tarde demais", alinhando-se às suas alegações anteriores de que os judeus americanos não amam mais Israel.

### Eleitores judeus que apoiam democratas são "desleais"
Em 20 de agosto de 2019, após um repórter perguntar "Deveria haver alguma mudança na ajuda dos EUA a Israel?", Donald Trump declarou em sua resposta: "acho que qualquer judeu que vote em um democrata demonstra total falta de conhecimento ou grande deslealdade". Trump contrapôs o Partido Democrata ao Partido Republicano, que ele representava. A declaração causou indignação, choque e desdém, por parte de líderes e cidadãos judeus nos Estados Unidos. Eles alegaram que o presidente estava perpetuando estereótipos antissemitas. O candidato presidencial democrata Bernie Sanders respondeu em um comício de campanha em Iowa City: "sou um judeu orgulhoso e não tenho preocupações em votar nos democratas. E, de fato, pretendo votar em um judeu para se tornar o próximo presidente dos Estados Unidos".

### Afirmação de que judeus democratas odeiam Israel e sua religião
Em 18 de março de 2024, Trump foi criticado por afirmar que "qualquer judeu que vote nos democratas odeia sua religião" e que "eles odeiam tudo sobre Israel e deveriam ter vergonha de si mesmos porque Israel será destruído". Após crescentes críticas de grupos judaicos, a campanha de Trump respondeu que "Trump está certo" e que o Partido Democrata "se transformou em uma conspiração anti-Israel, antissemita e pró-terrorista". Jonathan Greenblatt, da Liga Antidifamação, chamou os comentários de Trump de "difamatórios e patentemente falsos". A diretora executiva do Conselho Judaico para Assuntos Públicos, Amy Spitalnick, afirmou que Trump estava "normalizando ainda mais antissemitas perigosos". As alegações de Trump foram acusadas de evocar um tropo antissemita de que os judeus têm uma "dupla lealdade" e são mais leais a Israel do que aos seus próprios países. Os comentários de Trump ecoaram declarações anteriores que ele fez durante sua presidência, acusando os judeus que votam nos democratas de "desleais". Após seus comentários iniciais em 18 de março, Trump acusou repetidamente os judeus que votaram ou pretendiam votar em Joe Biden de traírem suas identidades religiosas e culturais.
A campanha de Kamala Harris e várias organizações judaicas apartidárias criticaram os comentários de Trump durante uma conferência antissemitismo em 19 de setembro, onde ele declarou que "se eu não vencer esta eleição", então "o povo judeu terá muito a ver com uma derrota" e continuou criticando os judeus liberais por "votarem no inimigo", alegando que o Partido Democrata tinha um "domínio ou maldição" sobre os judeus americanos.

### Negando a judaicidade de Chuck Schumer
Em março de 2025, Trump fez comentários negando a judaicidade de Chuck Schumer, o líder dos democratas no Senado dos Estados Unidos: "para mim, ele se tornou um palestino. Ele costumava ser judeu. Ele não é mais judeu. Ele é um palestino." As declarações de Trump foram condenadas por grupos de direitos humanos como antissemitas e antipalestinas. Em resposta, Schumer alegou que Trump "não faz o suficiente para combater o antissemitismo... embora eu não ache que ele próprio seja antissemita".

### Pesquisa com eleitores judeus
Em uma pesquisa realizada em maio de 2025 com eleitores judeus registrados nos EUA, 52% consideraram Trump um tanto ou muito antissemita. Sessenta e quatro por cento desaprovaram os esforços de Trump para combater o antissemitismo, em comparação com 36% que aprovaram.

### Resposta de organizações judaicas
Em 2025, o ex-líder da Liga Antidifamação, Abraham Foxman, denunciou a ADL e seu novo líder, Jonathan Greenblatt, bem como outras organizações e figuras judaicas, por uma suposta resposta discreta ao antissemitismo dentro do governo Trump e entre seus apoiadores, comparando a resposta à síndrome de Estocolmo. A respeito do comício de Donald Trump em 2024 no Madison Square Garden, Foxman afirmou: "Não há dúvida: para o Comitê Judaico Americano, a ADL, a Conferência dos Presidentes, as federações, todas essas instituições, se isso tivesse acontecido há seis meses, eles estariam condenando o racismo, o antissemitismo e o discurso de ódio".

## Ordens executivas para combater o antissemitismo
Durante seu primeiro governo, em 11 de dezembro de 2019, Trump assinou a Ordem Executiva 13899, "Combatendo o Antissemitismo", com o objetivo de facilitar o uso de leis que proíbem a discriminação institucional contra pessoas com base em raça, cor ou origem nacional para punir a discriminação contra judeus, e classificar a oposição à existência de Israel como antissemitismo.
Durante seu segundo governo, em 29 de janeiro de 2025, Trump assinou a Ordem Executiva 14188, "Medidas Adicionais para Combater o Antissemitismo", que se concentra no antissemitismo em ambientes educacionais, especialmente no ensino superior. Trump alegou que houve uma "explosão de antissemitismo" nos Estados Unidos e prometeu prender e deportar "simpatizantes do Hamas" e estudantes manifestantes "pró-jihadistas". A ordem executiva foi usada em tentativas de deportar portadores de vistos de estudante e green cards que expressaram opiniões pró-Palestina, e em investigações sobre 60 faculdades e universidades com base em suas supostas falhas em proteger os alunos de "assédio e discriminação antissemita". Tais usos foram apoiados por alguns grupos judaicos e contestados por outros, com mais de um destes últimos grupos sugerindo que o antissemitismo está sendo usado como disfarce para o autoritarismo. Quando pesquisados em maio, 49% dos eleitores judeus registrados disseram que as ações tomadas contra o ensino superior aumentaram o antissemitismo, em comparação com 25% que acreditavam que elas reduziram o antissemitismo, e quando questionados sobre a prisão e deportação de manifestantes pró-palestinos, 61% disseram que isso aumentou o antissemitismo, em comparação com 20% que disseram que isso reduziu o antissemitismo.
Lily Sawyer-Kaplan, advogada da Divisão de Direitos Civis do Departamento de Justiça, que aplica leis federais que proíbem vários tipos de discriminação, renunciou em abril de 2025, citando pressão "para usar o antissemitismo como pretexto para minar a liberdade de expressão".

### Resposta de organizações judaicas
Em abril de 2025, um grupo de 10 importantes organizações judaico-americanas emitiu uma declaração conjunta denunciando as políticas antissemitismo do governo Trump. A declaração afirmava que "essas ações não tornam os judeus — ou qualquer comunidade — mais seguros. Pelo contrário, elas apenas nos tornam menos seguros". As organizações que denunciaram as políticas antissemitismo de Trump incluíam a União pelo Judaísmo Reformista, a Conferência Central de Rabinos Americanos, a HIAS, o Centro de Ação Religiosa do Judaísmo Reformista, a Conferência Americana de Cantores, o Conselho Nacional de Mulheres Judias, a Assembleia Rabínica do movimento conservador, a Associação Rabínica Reconstrucionista e o Conselho Judaico para Assuntos Públicos.